# Apristurus
Apristurus es un género de tiburones de la familia Scyliorhinidae.

## Especies
- Apristurus acanutus (Chu, Meng & Li, 1985)
- Apristurus albisoma (Nakaya & Séret, 1999)
- Apristurus aphyodes (Nakaya & Stehmann, 1998)
- Apristurus atlanticus (Koefoed, 1927)
- Apristurus brunneus (Gilbert, 1892)
- Apristurus canutus (Springer & Heemstra, 1979)
- Apristurus exsanguis (Sato, Nakaya & Stewart, 1999)
- Apristurus fedorovi (Dolganov, 1985)
- Apristurus gibbosus (Meng, Chu & Li, 1985)
- Apristurus herklotsi (Fowler, 1934)
- Apristurus indicus (Brauer, 1906)
- Apristurus internatus (Deng, Xiong & Zhan, 1988)
- Apristurus investigatoris (Misra, 1962)
- Apristurus japonicus (Nakaya, 1975)
- Apristurus kampae (Taylor, 1972)
- Apristurus laurussonii (Saemundsson, 1922)
- Apristurus longicephalus (Nakaya, 1975)
- Apristurus macrorhynchus (Tanaka, 1909)
- Apristurus macrostomus (Meng, Chu & Li, 1985)
- Apristurus manis (Springer, 1979)
- Apristurus melanoasper (Iglésias, Nakaya & Stehmann, 2004)
- Apristurus microps (Gilchrist, 1922)
- Apristurus micropterygeus (Meng, Chu & Li, 1986)
- Apristurus nasutus (de Buen, 1959)
- Apristurus ovicorrugatus White, O'Neill, Devloo-Delva, Nakaya & Iglésias, 2023.[2]
- Apristurus parvipinnis (Springer & Heemstra, 1979)
- Apristurus pinguis (Deng, Xiong & Zhan, 1983)
- Apristurus platyrhynchus (Tanaka, 1909)
- Apristurus profundorum (Goode & Bean, 1896)
- Apristurus riveri (Bigelow & Schroeder, 1944)
- Apristurus saldanha (Barnard, 1925)
- Apristurus sibogae (Weber, 1913)
- Apristurus sinensis (Chu & Hu, 1981)
- Apristurus spongiceps (Gilbert, 1905)
- Apristurus stenseni (Springer, 1979) [3][4][5][6]